# Алексий II
Патриа́рх Алекси́й II (в миру — Алексе́й Миха́йлович Ри́дигер, эст. Aleksei Ridiger; 23 февраля 1929, Таллин — 5 декабря 2008, Москва) — епископ Русской православной церкви. Патриарх Московский и всея Руси (7 июня 1990 — 5 декабря 2008).
Доктор богословия (1984). Академик Российской академии образования (1993). Кавалер ордена Святого апостола Андрея Первозванного (1999). Почётный член Российской академии художеств (2001). Лауреат Государственной премии РФ (2005).
Тезоименитство — 12 февраля (25 февраля), день преставления митрополита Киевского Алексия, Московского и всея России чудотворца.

## Происхождение. Детство и юность

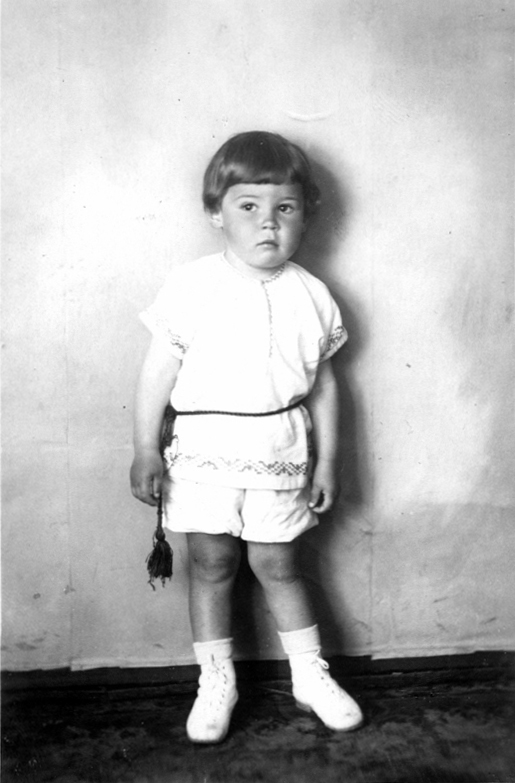
Маленький Алёша Ридигер. Таллин, нач. 1930-х годов

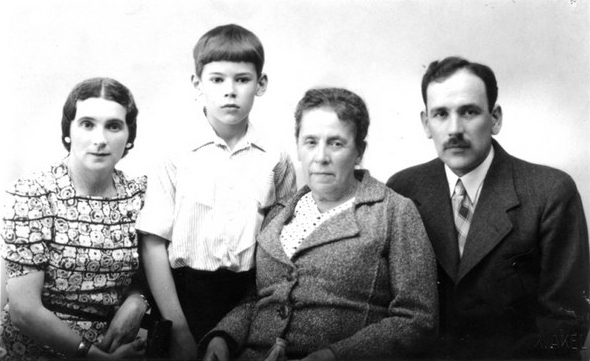
Алексей Ридигер с матерью, отцом и бабушкой.
Таллин, 1940-е годы

Российский дворянский род фон Ридигеров, или Рюдигеров (возможное расхождение в старо-немецком написании: von Ruediger, Rüdiger, Ruedinger, Redigeer), имел курляндское (балтийско-немецкое) происхождение; Патриарх принадлежит к ветви немецкого рода, принявшей православие в XVIII веке.
Согласно сведениям родословной Ридигеров, в царствование императрицы Екатерины II Фридрих Вильгельм фон Ридигер (нем. Friedrich Wilhelm von Rüdiger) - "из польских дворян". С 1 января 1795 г. служил в чине подпоручика 2-го батальона Финляндского егерского корпуса, из которого 18.12.1796 г. исключен «за просрочку отпуска» более чем на 2 месяца. Его прошение о восстановлении по службе не было поддержано. Лишь в 1801 г. он получил должность комиссионера в Комиссариатском штате, из которого в 1817 г. был уволен по болезни. Здесь он дослужился до 10 класса, согласно Табели о рангах. В 1829 г. восстановился по службе и получил должность смотрителя казарм лейб-гвардии Преображенского полка. Был женат на дочери Надворного Советника Ержемского Доротее Софьи (Дарье Федоровне). В Послужном Списке от 1837 г. показан лютеранского исповедания, 67 лет. 
Отец Алексия II — протоиерей Михаил Александрович Ридигер родился 15 мая 1902 в Петербурге и был последним, четвёртым, ребёнком в семье действительного статского советника, члена Санкт-Петербургского Окружного суда по С.-Петербургскому уезду по делам судебным, на 1917 год — товарища (заместителя) председателя Петроградского окружного суда Александра Александровича Ридигера (1870—1929)  и законной его жены Аглаиды Юльевны (ур. Бальц). После Октябрьской революции вывезен родителями в независимую Эстонию. Во пресвитера был рукоположён в 1942 году в Казанском храме Таллина митрополитом Александром, первоиерархом Эстонской апостольской православной церкви.
Мать — Елена Иосифовна Писарева (1902—1959) — родилась в Ревеле (ныне Таллин, тогда в Российской империи), дочь убитого солдатами в августе 1917 года командира 1-го крепостного полка гарнизона Выборгской крепости полковника царской армии Иосифа Константиновича Дунина-Слепца, происходившего из древней шляхты Царства Польского, дворян герба «Лабендзь»/«Лебедь» (Виленская губерния, Великое княжество Литовское). Родители Елены Иосифовны были в разводе, но её мать Мария (урождённая Писарева, дочь ревельского купца Петра Прокофьевича Писарева и его жены Натальи Николаевны, ур. Рыжинковой. Род. 21 июля 1874) оставила себе фамилию бывшего мужа — Дунина. Брак М.А. Ридигера с Е.И. Дуниной состоялся 11.04.1926 в храме Иоанна Предтечи в Нымме. С возникновением самостоятельной Эстонской Республики, Елена Иосифовна приняла девичью фамилию матери — Писарева, и исправила дату рождения с 30 октября 1899 года на 12 мая 1902 года, которая и выбита на её могильной плите (Елена Иосифовна, как и её мать, похоронена на Александро-Невском кладбище в Таллине).
В детстве Алексей неоднократно посещал с родителями Валаамский монастырь (в то время на территории Финляндии). Свою роль в приобщении будущего Патриарха к церковному служению сыграл настоятель Коппельской Николаевской церкви в Таллине, в котором Михаил Ридигер служил диаконом, а юный Алексей — алтарником, — священник Александр Киселёв.
Уже в раннем отрочестве, по его собственному свидетельству, у него появилось желание стать священником. В 1941—1944 годах был алтарником в храме, а также сопровождал своего отца во время посещений лагерей для перемещённых лиц, где находились тысячи советских граждан, перегоняемых в Германию на принудительные работы. По словам митрополита Таллинского и всея Эстонии Корнилия, который был старше Алексея Ридигера на пять лет, знал его с детства и помогал Ридигеру-старшему в деле окормления попавших в эти лагеря русских, были вызволены из неволи несколько священников, которые затем были пристроены в таллинские церкви.
Пятнадцати лет стал иподиаконом архиепископа Нарвского (впоследствии Таллинского и Эстонского) Павла (Дмитровского). С мая 1945 года по октябрь 1946 года служил алтарником и ризничим Александро-Невского собора, с 1946 года служил псаломщиком в Симеоновской, а с 1947 года — в Казанской церкви города Таллина.
В 1947 году (не был принят в 1946 году, когда сдал экзамены: по советским законам в религиозные учебные заведения запрещалось принимать несовершеннолетних) поступил в Ленинградскую духовную семинарию сразу в третий класс, а окончив её в 1949-м, стал студентом Духовной академии в Ленинграде.
11 апреля 1950 года Алексей Ридигер женился на бывшей однокласснице Вере Алексеевой, дочери настоятеля таллинского Александро-Невского собора протоиерея Георгия Алексеева. В этом же соборе совершено венчание священниками — отцом жениха и отцом невесты. Браковенчание произошло во вторник Светлой седмицы, вслед за праздником Пасхи — с разрешения правящего архиерея митрополита Григория (Чукова) и епископа Таллинского Романа (Танга). Вступление в брак позволило Алексею Ридигеру через четыре дня принять священный сан, поскольку, согласно каноническим установлениям, духовные лица, не женатые, но и не принявшие монашества, не могли быть рукоположёны.
15 апреля 1950 года митрополитом Ленинградским Григорием был рукоположён во диакона; 17 апреля 1950 года — во пресвитера и определён настоятелем Богоявленского храма в эстонском городе Йыхви Таллинской епархии.
В первый же год пастырского служения между отцом Алексеем и матушкой Верой произошёл разрыв, повлёкший прекращение брака. Разрешение на развод дал правящий архиерей митрополит Григорий. В новом браке Вера Мянник вырастила троих детей.

## Священническое служение
Будучи приходским клириком в шахтёрском городе Йыхви (Эстонская ССР), где первое время служил один, продолжал учёбу в Ленинградской духовной академии, которую окончил в 1953 году, получив звание кандидата богословия за курсовое сочинение «Митрополит Московский Филарет (Дроздов) как догматист».
15 июля 1957 года он был переведён на должность настоятеля Успенского собора в город Тарту, а также благочинного Тартуского округа.
17 августа 1958 года был возведён в сан протоиерея, а 30 марта 1959 года назначен благочинным объединённого Тарту-Вильяндиского благочиния Таллинской епархии.
После смерти матери, последовавшей 19 августа 1959 года, решил принять монашество и 3 марта 1961 года в Троицком соборе Троице-Сергиевой лавры он был пострижен с именем Алексий — в честь другого святого: не Алексия, человека Божия, именем которого был наречён в крещении, а Алексия, митрополита Киевского, святителя Московского.

1950-е годы
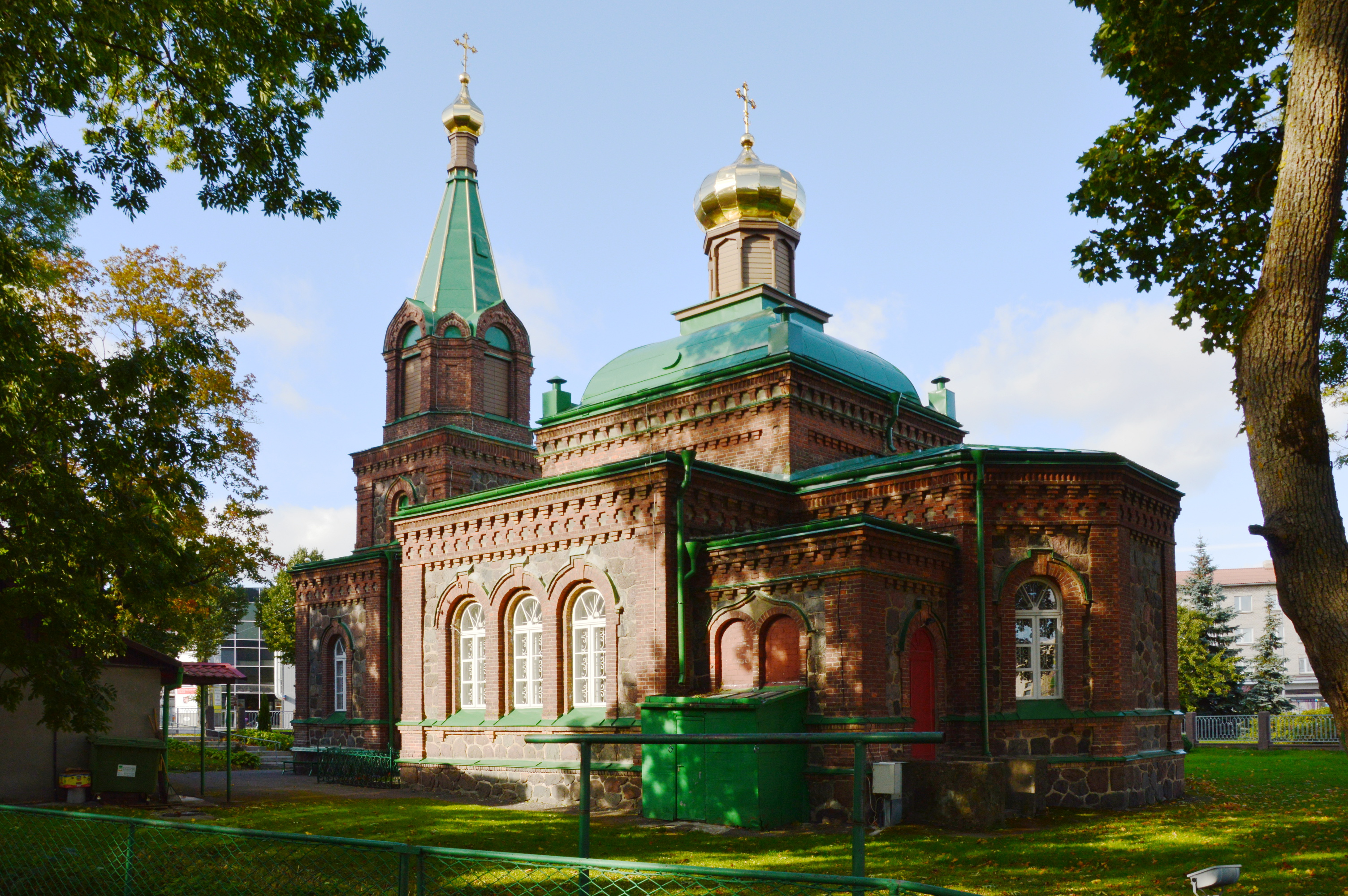
Богоявленская церковь в Йыхви (Эстония)

## Епископское служение
14 августа 1961 года состоялось определение Священного синода: «Епископом Таллинским и Эстонским быть иеромонаху Алексию (Ридигеру), с поручением ему и временного управления Рижской епархией»; 23 августа был возведён в сан архимандрита архиепископом Ярославским и Ростовским Никодимом (Ротовым).
3 сентября 1961 года архиепископ Никодим (Ротов) возглавил свою первую архиерейскую хиротонию, посвятив архимандрита Алексия в Александро-Невском кафедральном соборе Таллина во епископа Таллинского.
На Таллинской кафедре находился четверть века как епархиальный архиерей — до 1986 года: с 23 июня 1964 года — архиепископ, с 25 февраля 1968 года — митрополит; после перевода в Ленинград, в течение ещё шести лет продолжал управлять ею по совместительству до 1992 года, в том числе уже будучи Патриархом.
В многочисленных интервью патриарх Алексий рассказывал, что в бытность на Таллинской кафедре противодействовал намерениям властей: закрыть Пюхтицкий монастырь, 38 приходов, переделать кафедральный собор под планетарий, снести старейшую в городе деревянную Казанскую церковь. За время пребывания Алексия на кафедре особое внимание уделялось изданию церковной литературы, проповедям и катехизации на эстонском языке. Некоторое время епископ Алексий управлял также и Рижской епархией, однако, получив 14 ноября 1961 года должность заместителя председателя отдела внешних церковных сношений, отказался от Рижской кафедры.

### Международная, экуменическая и общественная деятельность до патриаршества
В 1961 году началась его активная внешнеполитическая и экуменическая деятельность: в составе делегации Русской православной церкви участвовал в работе III Ассамблеи Всемирного совета церквей (ВСЦ) в Нью-Дели (1961); избирался членом Центрального комитета ВСЦ (1961—1968); был президентом Всемирной конференции «Церковь и общество» (Женева, Швейцария, 1966); членом комиссии «Вера и устройство» ВСЦ (1964—1968). В качестве главы делегации Русской православной церкви участвовал в богословских собеседованиях с делегацией Евангелической церкви в Германии «Арнольдсхайн-II» (ФРГ, 1962), в богословских собеседованиях с делегацией Союза евангелических церквей в ГДР «Загорск-V» (Троице-Сергиева лавра, 1984), в богословских собеседованиях с Евангелическо-лютеранской церковью Финляндии в Ленинграде и Пюхтицком монастыре (1989). Делегат Всемирной христианской конференции «Жизнь и мир» (20—24 апреля 1983 года в Уппсале, Швеция); был избран одним из президентов Конференции.
Более четверти века был сотрудником аппарата и руководства Конференции европейских церквей (КЕЦ). С 1964 года — один из президентов (членов президиума) КЕЦ; на последующих генеральных ассамблеях переизбирался президентом. С 1971 года — вице-председатель президиума и совещательного комитета КЕЦ. 26 марта 1987 года избран председателем президиума и совещательного комитета КЕЦ. На VIII Генеральной ассамблее КЕЦ на Крите в октябре 1979 года был основным докладчиком на тему «В силе Святого Духа — служить миру». В пространном докладе, посвящённом как богословским (экклесиологическим), так и политическим вопросам, в частности, сказал, цитируя работу архиепископа Владимира (Сабодана): «Невидимое единство, как единство Христа и Духа Святого, живёт в видимом множестве Церквей, имеющих каждая своё особое лицо. <…> Инославие в чём-то сродни Православию».
С 1972 года — член совместного комитета КЕЦ и Совета епископских конференций Европы (СЕКЕ) Римско-католической церкви. 15—21 мая 1989 года в Базеле, Швейцария, был сопредседателем I Европейской экуменической ассамблеи на тему «Мир и справедливость», организованной КЕЦ и СЕКЕ. 1—2 ноября 1990 года в Москве (уже будучи Патриархом) председательствовал на заседании КЕЦ. В сентябре 1992 года на Х Генеральной ассамблее КЕЦ истёк срок его полномочий в качестве председателя президиума КЕЦ.
Принимал участие в работе международных и советских миротворческих общественных организаций. С 1963 года — член правления Советского фонда мира. Участник учредительного собрания общества «Родина», на котором избран членом совета Общества с 15 декабря 1975 года; переизбирался 27 мая 1981 года и 10 декабря 1987 года.
25 октября 1980 года на V Всесоюзной конференции Общества советско-индийской дружбы избран его вице-президентом, занимал пост до 1989 года.
11 марта 1989 года избран членом совета Фонда славянской письменности и славянских культур.
В 1989 году был избран народным депутатом СССР от Советского Фонда милосердия и здоровья.
С 24 января 1990 года — член правления Советского фонда милосердия и здоровья.
С 8 февраля 1990 года — член президиума Ленинградского фонда культуры.

### Работа в высшем управлении Русской православной церкви до патриаршества
В феврале 1960 года поменялось руководство в Совете по делам Русской православной церкви. Новый председатель Совета Владимир Куроедов, сменивший Георгия Карпова, сразу поставил задачу обновления руководящего состава Московской патриархии: был отправлен на покой председатель ОВЦС митрополит Николай, который энергично противился закрытию подмосковных приходов, бывших в его ведении как митрополита Крутицкого и Коломенского, и внешнецерковная деятельность которого была признана политическим руководством СССР «поставленной неудовлетворительно».
Представлял Русскую православную церковь на I Родосском Всеправославном совещании, прошедшем с 24 сентября по 1 октября 1961 года на греческом острове Родосе.
14 ноября назначен заместителем председателя отдела внешних церковных сношений (ОВСЦ) Московского патриархата, став заместителем нового председателя отдела, молодого и энергичного архиепископа Ярославского Никодима (Ротова).
23 июня 1964 года был возведён в сан архиепископа.
22 декабря 1964 года назначен управляющим делами Московской патриархии и по должности — постоянным членом Священного синода; с 7 мая 1965 года одновременно — председатель учебного комитета.
Член комиссии Священного синода по подготовке Поместного собора 1971 года, а также председатель процедурно-организационной группы, председатель секретариата Поместного собора. За эти труды 18 июня 1971 года был удостоен права ношения второй панагии.
С 23 декабря 1980 года — заместитель председателя комиссии по подготовке и проведению празднования 1000-летия Крещения Руси и председатель организационной группы этой комиссии, а с сентября 1986 года (в связи с кончиной митрополита Антония) — и богословской группы.
В 1984 году получил звание доктора богословия, диссертацией был трёхтомный труд «Очерки по истории Православия в Эстонии».
29 июля 1986 года, после кончины митрополита Ленинградского и Новгородского Антония (Мельникова), Священный синод постановил:

1. Митрополитом Ленинградским и Новгородским, постоянным членом Священного Синода, назначить митрополита Таллинского и Эстонского Алексия, с поручением ему управления Таллинской епархией.
2. Освободить преосвященного митрополита Ленинградского и Новгородского Алексия от должности управляющего делами Московской Патриархии с 1 сентября 1986 года.
Впоследствии, будучи патриархом, не раз высказывался, что решение Синода было наказанием за его письмо от 17 декабря 1985 года на имя Михаила Горбачёва, в котором он предлагал пересмотреть отношения государства и Церкви в СССР. Бывший в те годы председателем Совета по делам религий при Совете министров СССР Константин Харчев в интервью в 2001 году указал на иную подоплёку того кадрового перемещения:

 Меня патриарх Пимен год уговаривал дать согласие на снятие с поста тогдашнего управляющего делами Московской патриархии. [Им был Таллинский митрополит Алексий, ставший через год патриархом — ред.]
В бытность митрополита Алексия управляющим делами Московской патриархии её руководство не знало даже общего числа действующих храмов. Только в 1987 году новый управляющий делами, митрополит Сергий (Петров), поручил игумену Кириллу (Сахарову) подсчитать количество храмов в РПЦ, чем, по мнению Сахарова, до этого долго не занимались.

### На Ленинградской кафедре
Назначение митрополита Алексия на Ленинградскую и Новгородскую кафедру совпало с началом перестройки. В 1987 году был отправлен на пенсию уполномоченный Совета по делам религий по Ленинграду и области Григорий Семёнович Жаринов, бывший на должности с 1961 года, времени хрущёвскх гонений на религию. Начиная с 1988 года митрополит смог добиться возвращения верующим ряда храмов, святынь и реликвий (в частности, мощей святого Александра Невского). Началось возрождение монашеской жизни в Валаамском монастыре, в Иоанновском женском монастыре в Ленинграде; переданный Церкви Николо-Вяжищский монастырь под Новгородом стал восстанавливаться как женская обитель.

### Депутатская деятельность
18 марта 1989 года, в бытность митрополитом Ленинградским и Новгородским, Алексий был избран народным депутатом СССР от Советского фонда милосердия и здоровья. Входил в комиссию Совета национальностей по вопросам развития культуры, языка, национальных и интернациональных традиций, охраны исторического наследия. На Съезде народных депутатов голосовал за включение в повестку дня вопроса о 6-й статье Конституции СССР, предусматривавшей руководящую роль КПСС в обществе, за расширение прав автономий, за изъятие слова «советский» из словосочетания «советский конституционный строй». По словам эстонского политика Эдгара Сависаара, бывшего депутата Съезда, Алексий сотрудничал с ним в деле обнародования секретных протоколов Пакта Молотова — Риббентропа и сочувствовал борьбе за восстановление независимости Эстонской Республики.

### Избрание на патриарший престол
Патриарх Пимен скончался 3 мая 1990 года. Спустя один месяц (до истечения 40 дней траура) был созван Поместный собор для избрания его преемника.
Архиерейский собор 6 июня 1990 года, предварявший Поместный, выявил лидерство митрополита Ленинградского Алексия по числу полученных голосов из трёх кандидатов, включённых в бюллетени для голосования.
Поместный собор, открывшийся 7 июня, провёл два тура голосования (ни один из предложенных дополнительных кандидатов не набрал потребного для внесения в список для голосования числа голосов): в первом туре митрополит Алексий получил 139 голосов, митрополит Ростовский и Новочеркасский Владимир (Сабодан) — 107, местоблюститель Патриаршего престола митрополит Киевский и Галицкий Филарет (Денисенко), председательствовавший в первый день Собора, — 66. Во втором туре, состоявшемся в тот же день, Алексий, набравший 166 голосов, обошёл Владимира на 23 голоса и был избран Патриархом.
10 июня 1990 года состоялась интронизация Алексия в московском Богоявленском соборе. Алексий II стал первым патриархом Московским, использовавшим при своём имени номер (в историографии принято называть патриархов XVII века Иоасаф I и Иоасаф II, однако в их эпоху номера не употреблялись).

## Патриаршество Алексия II

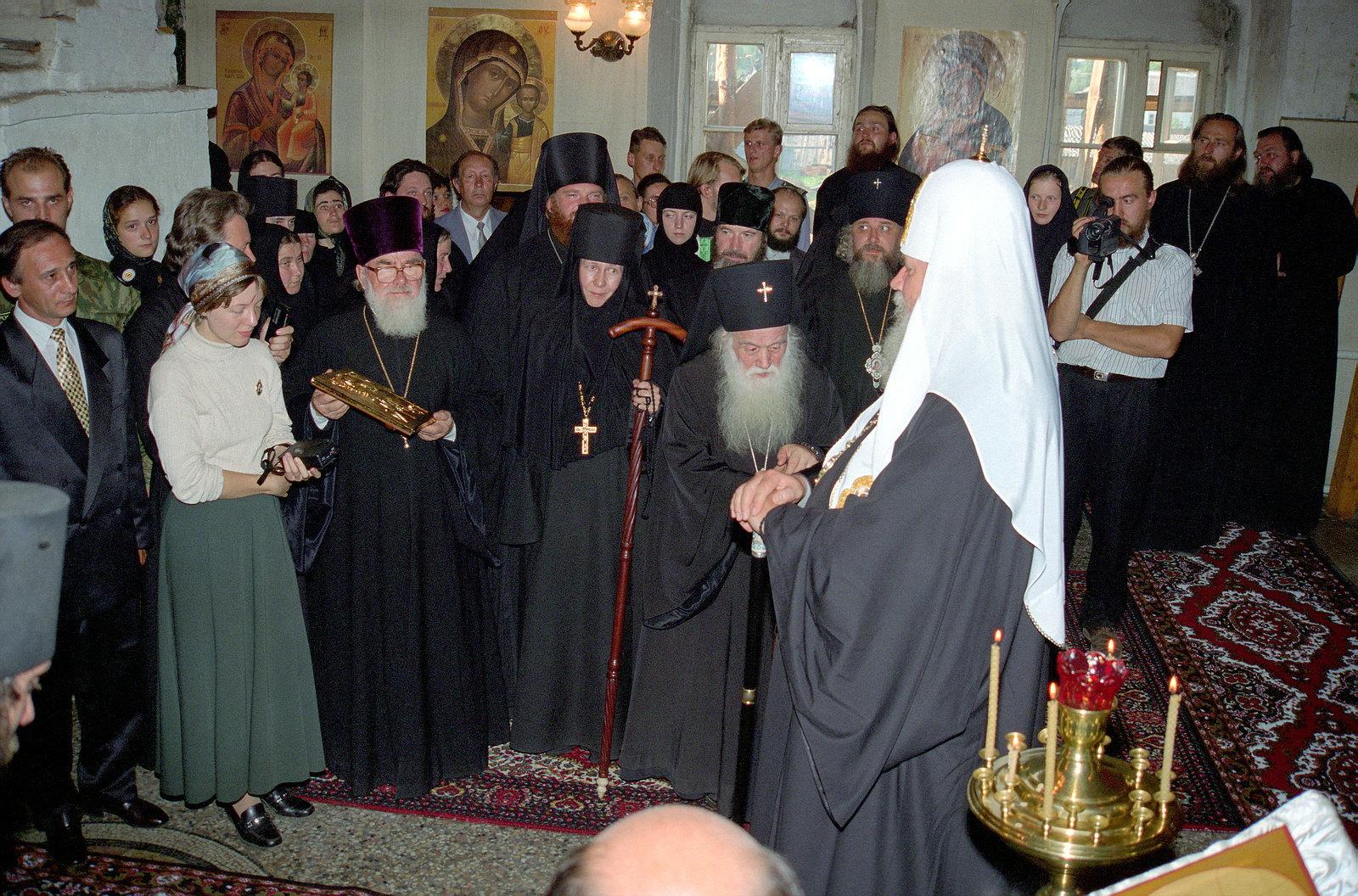
В Никольском монастыре Переяславля, 23 августа 1997 года.

До 20 июля 1990 года, когда Священный синод постановил «выделить из состава Ленинградской митрополии Новгородскую епархию» и назначил епископом Новгородским и Старорусским бывшего Ташкентского и Среднеазиатского Льва (Церпицкого), оставался правящим архиереем Ленинграда и Новгорода, а также, до 11 августа 1992 года, — Таллина.
В период первосвятительства патриарха Алексия II (1990—2008) наблюдались следующие существенные тенденции и явления в жизни РПЦ:
- Ограничение созыва (в исключительных случаях), вследствие принятия нового Устава РПЦ в 2000 году[21], Поместного Собора как органа «церковного управления и церковного суда»[22] (с 1990 года не созывался ни разу — в нарушение действовавшего до 2000 года Устава от 1988 года) и передача части его полномочий Архиерейскому Собору; по мнению некоторых критиков[23], бюрократизация и клерикализация церковной жизни и управления;

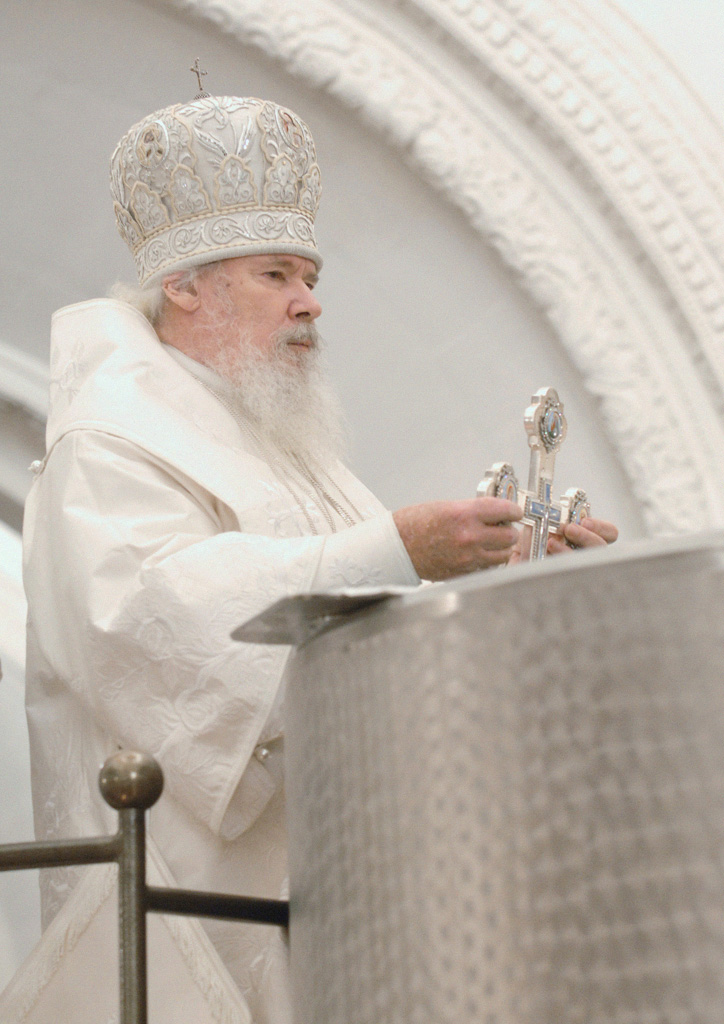
Великое освящение воды в храме Христа Спасителя, 18 января 2008 года.

- Устойчивый значительный рост количества приходов, монастырей, духовных учебных заведений, епархий и лиц духовенства во всех странах «канонической территории» РПЦ, что вызывало упрёки в неспособности к «православной евангелизации» и чрезмерном увлечении храмостроительством[24][25];
- Продолжение вызывающих неприятие и протесты со стороны части церкви направлений политики: экуменизма и того, что оппонентами именуется сергианством или неосергианством[26][27][28][29] (См. также в статье Диомид (Дзюбан));
- Сохранение и усугубление канонически ненормальной ситуации параллельных православных религиозных структур на Украине, а также Эстонии (См. статьи Украинская православная церковь (Московского патриархата), Украинская православная церковь Киевского патриархата, Украинская автокефальная православная церковь, Эстонская апостольская православная церковь);
- С 23 февраля по 16 мая 1996 года — разрыв евхаристического общения Русской православной церкви с Константинопольским патриархатом из-за решения синода Вселенского патриархата восстановить Православную церковь в Эстонии под канонической юрисдикцией Константинпольского патриархата в качестве автономной церкви, а также обострение отношения с Румынским патриархатом в связи с реставрацией последним Бессарабской митрополии;
- Дипломатическая конфронтация с руководством Римско-католической церкви (Подробнее см. Католицизм в России#Отношения с Московским Патриархатом (РПЦ));

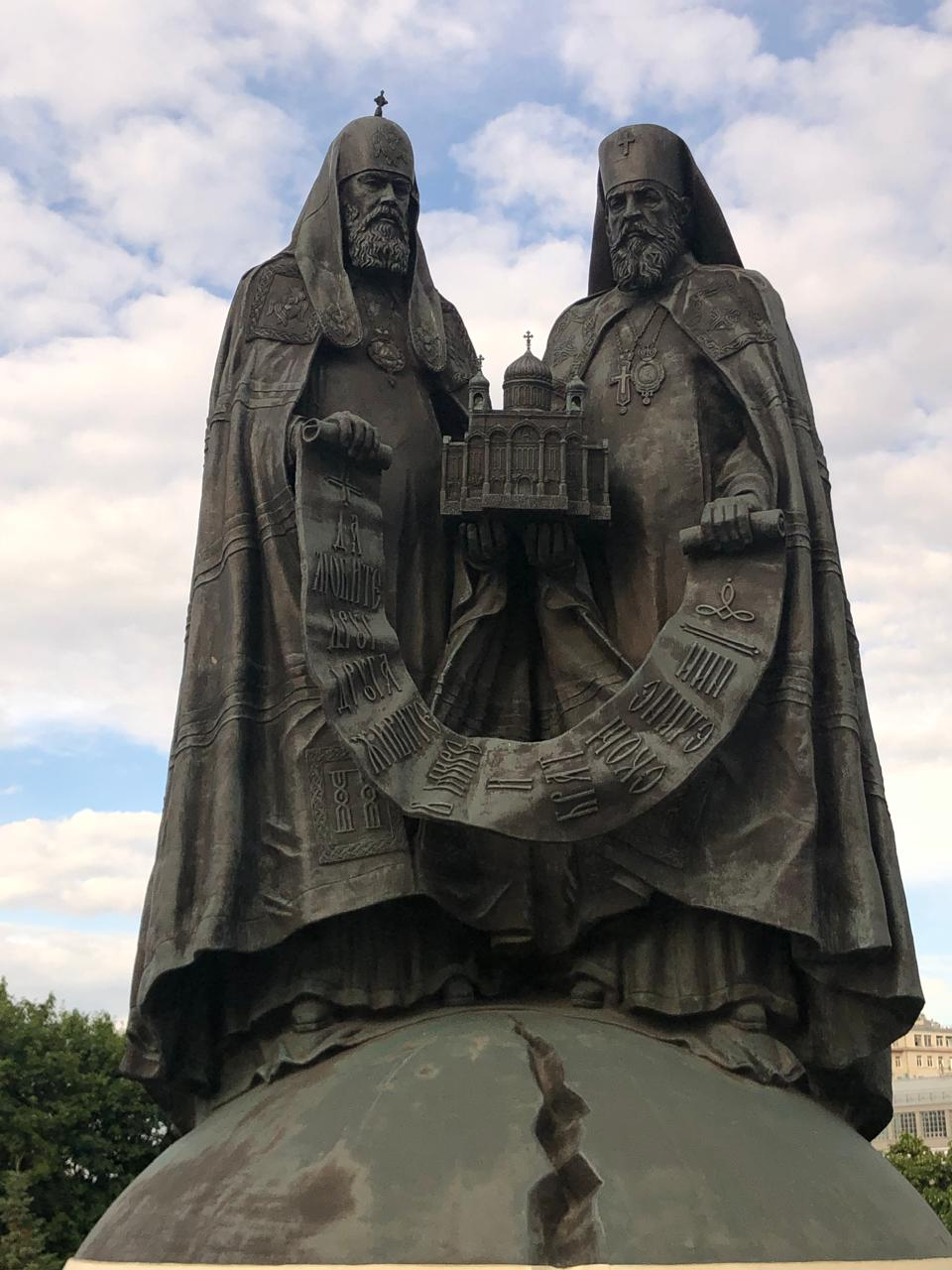
Памятник «Воссоединение». Посвящён подписанию Алексием II и митрополитом Лавром Акта о воссоединении русской и зарубежной частей православной церкви. Площадь у храма Христа Спасителя

- 17 мая 2007 года в московском храме Христа Спасителя патриарх Московский Алексий II и первоиерарх Русской православной церкви заграницей митрополит Лавр подписали Акт о каноническом общении РПЦ и РПЦЗ[30]. Акт гласит, что Русская православная церковь заграницей «пребывает неотъемлемой самоуправляемой частью Поместной Русской православной церкви» (п. 1 Акта[31]).

Последнее общественное богослужение было совершено патриархом Алексием 4 декабря 2008 года, в праздник Введения Пресвятой Богородицы и в 91-ю годовщину интронизации святителя Тихона (Беллавина): после литургии в Успенском соборе Кремля патриарх возглавил молебен у мощей святителя Тихона Большого собора Донского монастыря Москвы; за богослужением молились митрополит Месогейский и Лавреотикийский Николай (Хадзиниколау) и другие члены делегации Элладской церкви.

### Позиция и высказывания по вопросам общественной морали
Резонанс и осуждение со стороны либеральной общественности в западных СМИ вызвала его позиция по вопросу о гомосексуальности и её публичных проявлениях.
В письме от 16 марта 2006 года патриарх лично поблагодарил мэра Москвы Юрия Лужкова за отказ группе лиц нетрадиционной ориентации в проведении гей-парада. В письме было выражено также его негативное отношение к «нетрадиционным» отношениям между полами.
2 октября 2007 года, выступая в Парламентской ассамблее Совета Европы, вновь выразил своё негативное отношение к нетрадиционной сексуальной ориентации, назвав гомосексуализм такой же болезнью, как «клептомания», а также высказал мысль, что цивилизации угрожает расхождение между христианской моралью и правами человека, отстаивание которых используется для оправдания морального упадка.
Выступал с осуждением «нравственного релятивизма и попыток разрушить традиционные нравственные нормы».

## Сотрудничество с органами государственной власти СССР до патриаршества
В период до избрания патриархом преосвященный Алексий, как и многие иные иерархи РПЦ, лояльно участвовал в деятельности официальных общественно-политических организаций в основном миротворческого характера. Многократно выезжал в зарубежные командировки с преимущественно экуменическими целями (См. подробнее выше, в разделе «Международная, экуменическая и общественная деятельность до патриаршества»).
17 февраля 1974 года в своём резюме митрополит Таллинский и Эстонский Алексий, в частности, писал: «Мера, применённая к А. Солженицыну Президиумом Верховного Совета СССР о лишении его гражданства СССР, является вполне правильной и даже гуманной и отвечает воле всего нашего народа, о чём свидетельствует реакция советских людей на решение Президиума Верховного Совета. Церковные люди полностью одобряют это решение и считают, что к А. Солженицыну и ему подобным применимы слова ап. Иоанна Богослова: „Они вышли от нас, но не были наши“ (1 Ин. 2,19)». Тем не менее, к 80-летию писателя Патриарх Алексий II наградил А. И. Солженицына орденом святого благоверного князя Даниила Московского II степени.
В 1990-е годы получил огласку некий материал об агенте «Дроздове», завербованном 28 февраля 1958 года «на патриотических чувствах для выявления и разработки антисоветского элемента из числа православного духовенства», — из отчёта 4-го отделения КГБ ЭССР об агентурной работе за 1958 год, который, по мнению ответственного сотрудника Государственного архива Эстонии историка Индрека Юрьё (эст. Indrek Jürjo), указывает на Ридигера Алексея Михайловича, в то время приходского священника: «Г-н Юрьё говорит, что подробности биографии агента по имени Дроздов, найденные в годовом отчёте КГБ за 1958 год, соответствуют эстонскому происхождению клирика, году рождения, образованию и карьерному пути».

Согласно исследованию Кристофера Эндрю и Василия Митрохина The Mitrokhin Archive, в 1975 году А. Ридигер основал общество «Родина», служившее организацией прикрытия для деятельности КГБ; деятельность «Родины» курировалась офицером ПГУ КГБ СССР П. И. Васильевым. Публикации о сотрудничестве «Дроздова» с КГБ были основаны на документах архивов КГБ, к которым был получен официальный доступ рядом лиц в конце 1991 года. Писатель Александр Сегень, автор статей и книг о биографии патриарха поясняет, что
«агент Дроздов», конечно, никаким агентом КГБ никогда не был. Все дело в том, что каждый священник автоматически попадал в отчеты Комитета Государственной безопасности. Потому что к священнику приходил представитель КГБ, беседовал с ним, а потом писал отчеты для начальства, что такой-то согласился сотрудничать — а все «сотрудничество» было формальным и сводилось к таким вот беседам время от времени. Действительного сотрудничества не было, и в архивах КГБ нет ни одного документа, подписанного Алексием II. Хотя есть документы, подписанные другими церковнослужителями, которые сознательно — и не гнушаясь этим нисколько — сотрудничали с этим органом.
Факт агентурного сотрудничества А. М. Ридигера с органами КГБ официально никогда не подтверждался органами госбезопасности РФ или СССР. 20 сентября 2000 года с опровержением утверждений о сотрудничестве, в ответ на небольшую заметку в британской The Times (посвящённой выходу в России исследования о экономической деятельности РПЦ и упоминавшей о сотрудничестве с КГБ мимоходом: «Президент Путин вряд ли будет требовать расследования не в последнюю очередь потому, что он и патриарх Алексий II имеют общее прошлое, связанное с КГБ» (President Putin is unlikely to press for action, not least because he and Patriarch Aleksi II share a KGB past)), выступил сотрудник ОВЦС Всеволод Чаплин, в связи с чем британская исследовательская организация Keston College опубликовала выводы своего анализа имеющихся в её распоряжении документов: «Утверждения, что Патриарх и иные высокопоставленные епископы Русской Православной Церкви сотрудничали с КГБ, основаны на действительности».
5 декабря 2008 года, в день смерти патриарха Алексия II, Би-би-си писала, подводя итоги его епископской карьеры:

«У патриарха Алексия II была невероятная карьера, в течение которой он переключился с подавления Русской Православной Церкви на то, чтобы быть её поборником. Любимец КГБ, он быстро продвигался в церковной иерархии, выполняя указания Кремля в то время, когда священников-диссидентов бросали в тюрьмы. Как фактический министр иностранных дел Церкви, он помогал скрывать репрессии против русских христиан, защищая советскую систему перед внешним миром. Он быстро возвышался и был избран главой Русской Православной Церкви в ключевой момент в 1990 году, когда СССР приближался к своему краху. Удивительно, но вполне вероятно, что он воспользовался моментом и стал во главе возрождения и процветания Церкви».
Оригинальный текст (англ.)Patriarch Alexiy II had an extraordinary career, in which he switched from suppressing the Russian Orthodox Church to being its champion. A favourite of the KGB, he was promoted rapidly through the Church hierarchy, doing the Kremlin's bidding at a time when dissident priests were thrown into jail. As the Church's effective foreign minister, he helped cover up the repression of Russian Christians, defending the Soviet system to the outside world. He rose quickly through the ranks, being elected head of the Russian Orthodox Church at a crucial time, in 1990, with the Soviet Union on the path to collapse. Surprisingly, perhaps, he seized the moment, and went on to oversee the revival and flowering of the Church.

В интервью в 2012 году бывший генерал-майор КГБ Олег Калугин утверждал, что в начале 1990-х годов на одном из митингов он публично заявил, что Алексий II сотрудничает с органами госбезопасности. На следующий день, по словам Калугина, патриарх пригласил его в свою резиденцию и в личной беседе сказал: «Я помог спасти православие, сотрудничая с вашими органами, ради высших целей».

## Кончина и погребение

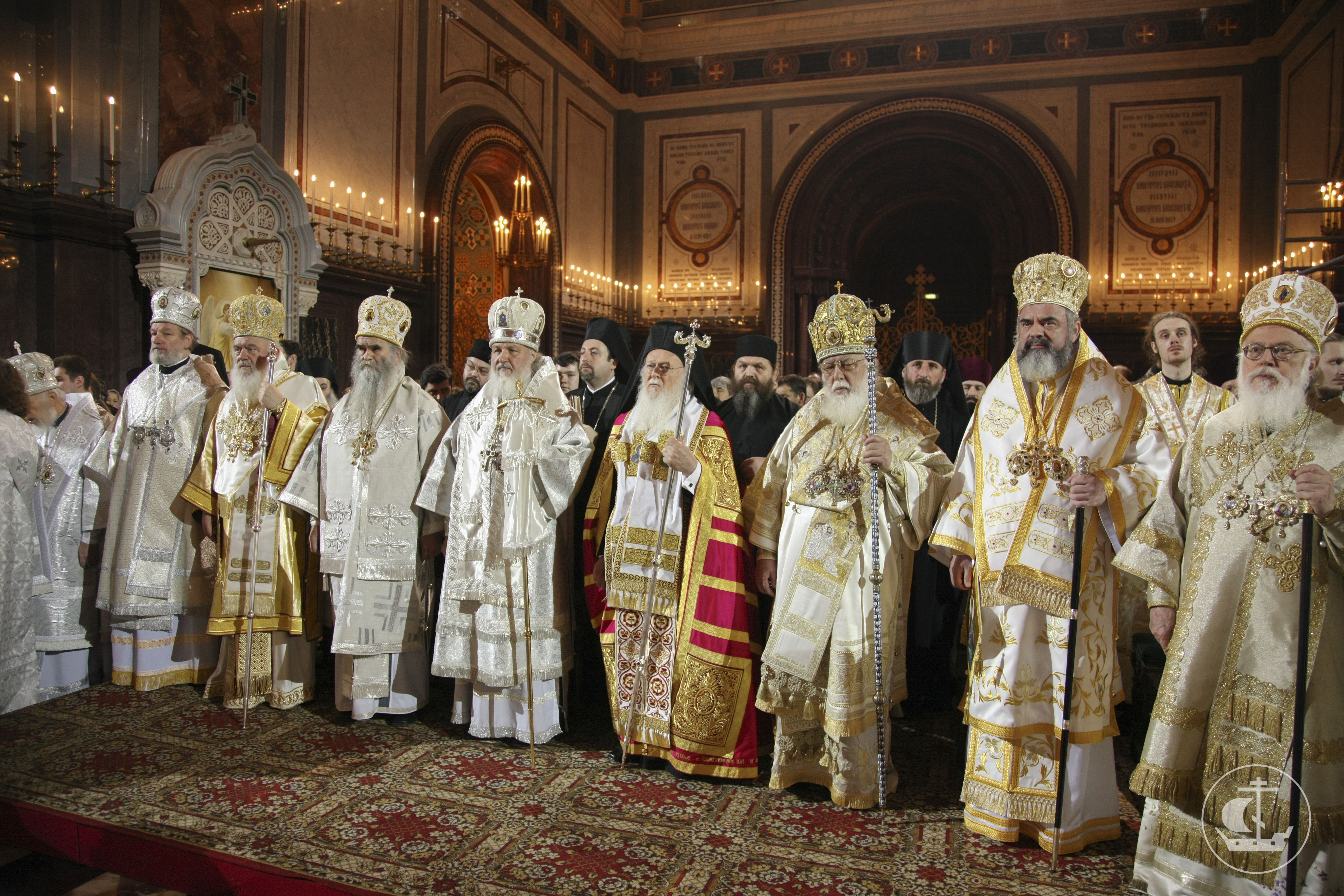
Патриарх Варфоломей возглавляет отпевание патриарха Алексия II в Храме Христа Спасителя в сослужении предстоятелей иных поместных церквей

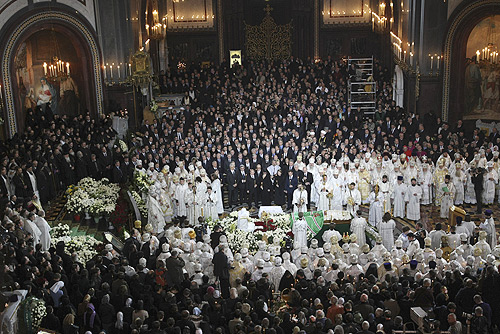
Во время церемонии прощания

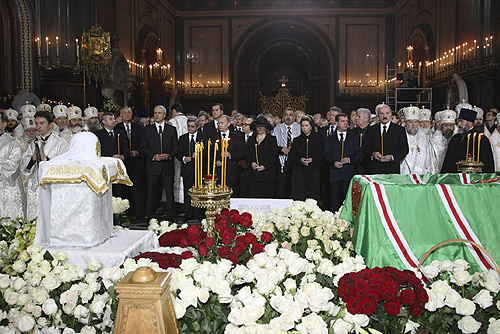
Ближний ряд слева направо: Эдуард Кокойты, Сергей Багапш, Борис Тадич, Серж Саргсян, Владимир Путин, Людмила Путина, Светлана Медведева, Дмитрий Медведев, Владимир Воронин, Александр Лукашенко

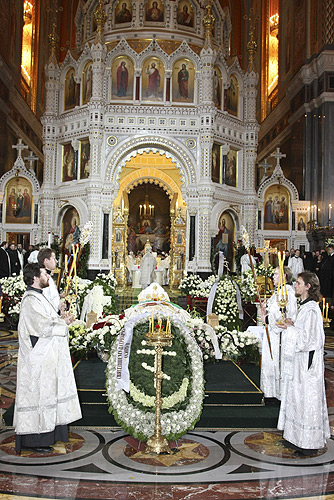

Около 11 часов 5 декабря 2008 года руководитель пресс-службы Московской патриархии отец Владимир Вигилянский сообщил, что патриарх скончался на 80-м году жизни в загородной патриаршей резиденции в Переделкине утром того же дня, «час — полтора часа назад». В тот же день патриархия опровергла спекуляции о неестественном характере смерти патриарха.
Причиной смерти стала острая сердечная недостаточность: патриарх страдал ишемической болезнью сердца, перенёс несколько инфарктов и периодически ездил за границу на обследование. Самый серьёзный случай, связанный со здоровьем, произошёл в конце октября 2002 года в Астрахани, где он находился в связи с 400-летним юбилеем учреждения епархии. После перенесённого тогда патриархом инсульта на Украине и в среде Русской православной церкви заграницей стали распространяться слухи о некоем явлении ему в алтаре астраханского собора преподобного Феодосия Печерского. Пресс-служба отдела внешних церковных связей патриархии выступила с официальным опровержением «явления», заявив, что «слухи злонамеренно распространяются противниками Церкви, заинтересованными во внесении смуты в умы верующих людей». 27 апреля 2007 года российские СМИ распространили информацию о резком ухудшении здоровья патриарха, находившегося в Швейцарии. 12 декабря 2008 года митрополит Крутицкий Ювеналий (Поярков) на епархиальном собрании зачитал письмо, направленное ему патриархом 28 ноября из отпуска в Испании, где патриарх писал, в частности: «Отдых у меня прервался мерцательной аритмией, и для проведения кардиоверсии мне пришлось выехать в Мюнхен. Пришлось проходить не только обследование, как предполагалось ранее, но и лечение». Согласно сообщению РИА Новости, патриарх во второй половине ноября 2008 года в течение 2 недель находился «на отдыхе и лечении» в Германии.
Вечером 5 декабря патриарх Константинопольский Варфоломей сказал за вечерней: «Мать-Церковь Константинополя разделяет скорбь наших русских братьев о кончине нашего брата Алексия, патриарха Московского».
Вечером 6 декабря гроб с телом патриарха Алексия был доставлен в московский храм Христа Спасителя, где по окончании воскресного Всенощного бдения прошла церемония прощания с новопреставленным патриархом, которая продлилась до утра 9 декабря; в храме совершались заупокойные богослужения и непрерывное чтение Евангелия. Для верующих, желавших проститься с патриархом, храм был открыт круглые сутки. По сообщению пресс-службы ГУВД Москвы, в церемонии прощания с патриархом приняли участие более 100 000 человек.
6 декабря Священный синод, избравший местоблюстителем Патриаршего престола митрополита Смоленского и Калининградского Кирилла (Гундяева), который возглавил комиссию по организации похорон патриарха, постановил совершить отпевание патриарха Алексия в храме Христа Спасителя 9 декабря, а похороны — в Богоявленском кафедральном соборе Москвы.
7 декабря президент Российской Федерации Дмитрий Медведев подписал указ «Об организационных мероприятиях в связи с кончиной Патриарха Московского и всея Руси Алексия II», который, не объявляя траура, «предписывал» учреждениям культуры и телерадиокомпаниям отменить развлекательные мероприятия и передачи в день похорон патриарха, а Правительству Российской Федерации и органам государственной власти Москвы оказать Московской патриархии содействие в организации похорон патриарха, общероссийским телерадиовещательным организациям обеспечить освещение мероприятий, связанных с прощанием с патриархом.
9 декабря после заупокойной литургии, которую возглавил патриарший местоблюститель митрополит Кирилл в сослужении сонма архиереев, и отпевания, которое возглавил Вселенский патриарх Варфоломей в сослужении предстоятелей некоторых поместных церквей (Грузинского Илии, Румынского Даниила, Афинского Иеронима, Тиранского Анастасия, Чешских земель и Словакии Христофора), тело усопшего было перевезено в Богоявленский Елоховский собор, где было захоронено в южном (Благовещенском) приделе.
Во время отпевания, после стихословия 17-й кафизмы, митрополиту Кириллу, который шёл мимо гроба к алтарю для совершения каждения, стало плохо, и он был водворён двумя епископами в алтарь, откуда не появлялся некоторое время; событие было представлено некоторыми новостными агентствами как «потеря сознания». Протоиерей Всеволод Чаплин заявил, что потери сознания не было, но что митрополит Кирилл «почувствовал недомогание». По утверждению корреспондента газеты «Коммерсантъ» Андрея Колесникова, сознание также потеряла присутствовавшая во время отпевания секретарь Совета национальной безопасности и обороны Украины Раиса Богатырёва.

### Обстоятельства и причины смерти
4 сентября 2009 года, реагируя на выдвигаемые некоторыми лицами версии на тему о возможных обстоятельствах смерти патриарха, глава пресс-службы Патриархии Владимир Вигилянский пояснил, в частности, что покойный патриарх не допускал ночью к себе в покои никого; в его покоях не было «тревожной кнопки, потому что патриарх, как говорят, был против». В тот же день бывший референт патриарха Андрей Кураев рассказал, что Алексий II умер, упав и ударившись затылком в туалете.

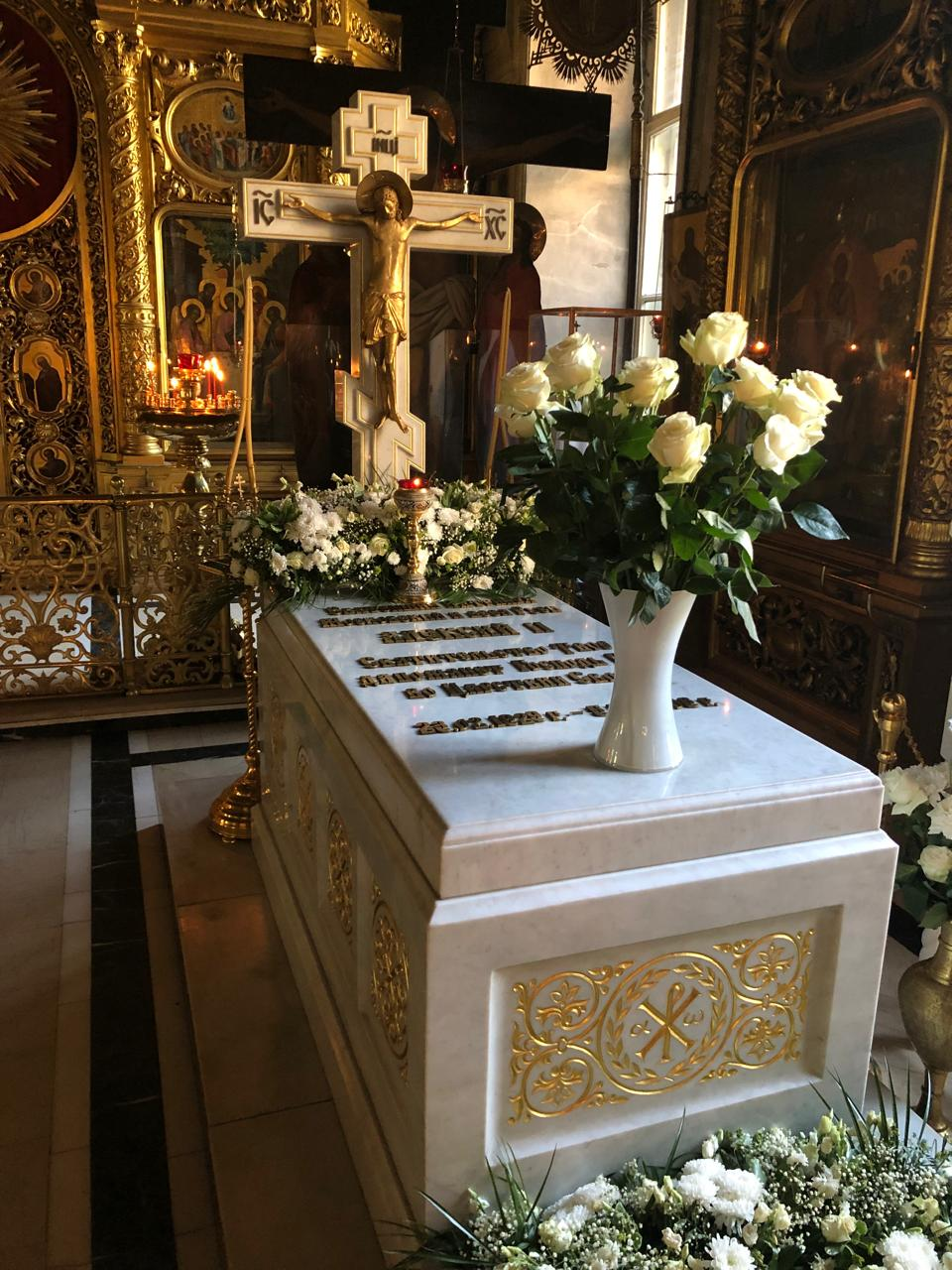
Гробница патриарха в Богоявленском Елоховском соборе, Москва

## Наследство
В декабре 2016 года стало известно, что московский арбитражный суд включил в реестр требований кредиторов находящиеся на счетах Внешпромбанка почти 300 млн руб., принадлежащие покойному Алексию II. Завещание патриарха датировано 1976 годом, единственной наследницей в нём указана игуменья Филарета (в миру — Александра Смирнова), его ближайшая сподвижница с середины 1960-х годов, по состоянию на 2016 год — настоятельница московского подворья Пюхтицкого Свято-Успенского ставропигиального женского монастыря в Эстонии. В 2009 году наследство состояло из двух долларовых счетов, а также счетов в евро и рублях. Основная сумма наследства хранилась в долларах. В том же году Смирнова подала в суд с требованием о взыскании с банка эквивалента 305,6 млн руб., однако признано обоснованным и подлежащим взысканию только 297,5 млн руб.

## Русская православная церковь и светская власть при Алексии II
В интервью газете «Известия» 10 июня 1991 года на вопрос о его отношении к Декларации митрополита Сергия Патриарх ответил:

<…> заявление митрополита Сергия, конечно, нельзя назвать добровольным, ибо ему, находившемуся под страшным давлением, пришлось заявить вещи, далёкие от истины, ради спасения людей. Сегодня же мы можем сказать, что неправда замешана в его Декларации. Декларация ставила своей целью «поставить Церковь в правильные отношения к советскому правительству». Но эти отношения, а в Декларации они ясно обрисовываются как подчинение Церкви интересам государственной политики, как раз не являются правильными с точки зрения Церкви. <…> Надо признать, что Декларация не ставит Церковь в «правильное» отношение к государству, а, напротив, уничтожает ту дистанцию, которая даже в демократическом обществе должна быть между государством и Церковью, чтобы государство не дышало на Церковь и не заражало её своим дыханием, духом принудительности и безмолвности. <…>
Что же касается моей защиты этой Декларации, то надо помнить, что критика Декларации в основном была направлена против слов: «мы хотим считать Советский Союз нашей гражданской Родиной, радости которой — наши радости и беды которой — наши беды». Противники Декларации утверждали, что таким заявлением радости атеистического государства отождествляются с радостями Церкви. Это действительно получалось бы абсурдно. Но ведь в Декларации нет слова «которого», то есть государства, Советского Союза, а есть слово «которой», соотносимое со словом «Родина». То есть речь идет о Родине, радости которой независимо от политического режима, господствующего в ней или над ней, действительно радуют и Церковь. Поэтому это положение Декларации я всё время отстаивал, согласен я с ним и сегодня. Что же касается остальных положений Декларации… Мы не спешили на словах отказываться от неё, пока на деле, в жизни не смогли занять действительно независимую позицию. За этот год, я считаю, мы реально смогли выйти из-под навязчивой опеки государства, и потому теперь, имея как факт нашу дистанцированность от него, мы имеем нравственное право сказать, что Декларация митрополита Сергия в целом ушла в прошлое и что мы не руководствуемся ею.

На реплику журналиста об известном отчёте Василия Фурова, заместителя председателя Совета по делам религий, в ЦК КПСС в 1974 году, где говорится о Преосвященном Алексии как об одном из самых лояльных «советской власти» епископов Русской церкви, понимающем «незаинтересованность» государства в укреплении религиозности, патриарх ответил, что ему по назначении его епископом в Таллин в сентябре 1961 года удалось отстоять Александро-Невский собор и Пюхтицкий монастырь от закрытия.
После избрания Алексия II патриархом, как следует из открытых источников, у него сложились в основном ровные отношения с высшим руководством страны, в том числе с президентами России: Борисом Ельциным, Владимиром Путиным, Дмитрием Медведевым.
10 июля 1991 года на торжественном заседании Съезда народных депутатов РСФСР, посвящённом вступлению в должность первого президента РСФСР Бориса Ельцина, вслед за присягой последнего и по исполнении гимна (музыка Михаила Глинки) обратился к нему со словом, после чего зачитал текст адреса, подписанного главами и представителями Церквей и религиозных объединений РСФСР. Вручив адрес, патриарх «осенил Б. Н. Ельцина крёстным знамением».
19 августа 1991 года, во время августовских событий, на литургии в Успенском соборе Кремля распорядился опустить на ектениях прошение «[О богохранимей стране нашей,] властех и воинстве ея».
Во время октябрьских событий 1993 года предложил посредничество обеим противоборствующим сторонам; при его участии начались переговоры в московском Даниловом монастыре, которые, по словам патриарха Кирилла, также участвовавшего во встречах сторон, хоть и не дали ожидаемого результата, но стороны «находились в нескольких шагах» от успешного завершения переговоров.
Участвовал в процедуре инаугурации Бориса Ельцина в 1996 году; присутствовал на церемонии передачи президентских полномочий Владимиру Путину 31 декабря 1999 года.

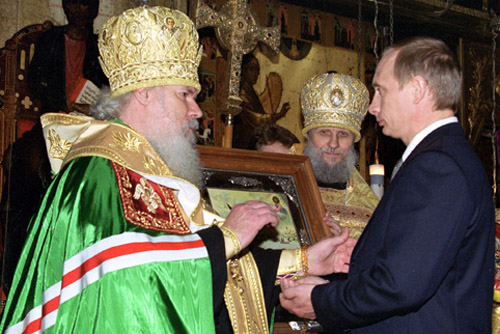
Патриарх Алексий II в Благовещенском соборе Московского Кремля преподаёт благословение Владимиру Путину в день инаугурации 7 мая 2000 года

В церемонии инаугурации Путина 7 мая 2000 года и 7 мая 2004 года Алексий II участия не принимал, присутствуя лишь в числе приглашённых гостей наряду с представителями других религиозных конфессий; однако 7 мая 2000 года «по окончании церемонии вступления в должность президента Российской Федерации Владимира Владимировича Путина в Благовещенском соборе Московского Кремля отслужен молебен о здравии и долголетии нового главы государства. … Предстоятель Русской православной церкви, напутствуя Путина, отметил, что Россия обретает нового главу, который уже заручился поддержкой большинства жителей страны».
Несмотря на иное, согласно мнению многих наблюдателей, отношение к этому вопросу светской власти, отказывался дать согласие на визит папы римского Иоанна Павла II в Россию, ссылаясь на неразрешённые проблемы между Церквами.
В 1997 году ОВЦС открыл официальный сайт Московской патриархии, в связи с чем Алексий II направил новому сайту приветствие, начинавшееся словами «дорогие братья и сестры, пользователи Интернета!», в нём говорилось о важности освоения интернет-пространства.
Уже в 1989 году государственные органы прекратили осуществлять активный контроль за жизнью религиозных организаций. В 1990-х годах государство начало оказывать деятельную, в том числе юридическую и финансовую, помощь Церкви в деле восстановления храмов, развития духовного образования, пастырского окормления в государственных ведомствах, в войсках, в местах лишения свободы и т. п. Многие высокопоставленные государственные служащие получили в это время высшие церковные награды. Ряд крупных храмов был построен на средства региональных бюджетов, либо крупных компаний, что вкупе с финансовой непрозрачностью структур Патриархата вызывает вопросы у критиков РПЦ. В своём ответном слове патриарху 12 января 2008 года в Иверском соборе Валдайского монастыря президент России Владимир Путин, в частности, сказал: «Сбербанк России вложил десятки миллионов долларов в реконструкцию храма. Осталось только возродить роспись, позолотить купола. Обещаю Вам, что сделаем это в самое ближайшее время».
В 2000-х годах некоторые аналитики, правозащитники и представители иных конфессий начали высказывать опасения, что Православная церковь начала притязать на роль носителя фактически государственной идеологии. Подобные опасения особенно усилились в связи с дискуссией о введении предмета Основы православной культуры в программу общеобразовательных школ в качестве регионального компонента. Были высказаны обвинения в политической подоплёке некоторых канонических прещений, накладываемых на священнослужителей.
После сделанного 11 декабря 2007 года Дмитрием Медведевым заявления, в котором последний обратился к Владимиру Путину «с просьбой дать принципиальное согласие возглавить правительство России после избрания нового президента нашей страны», дал интервью телеканалу «Россия» (Вести, 13 декабря 2007 года), где сказал: «Конечно, это, наверное, трудный шаг, потому что человеку, который занимает высший пост в государстве, является национальным лидером, нелегко встать на второе место. Но отношение Владимира Владимировича к своему долгу, его любовь к Родине, то, что он сделал для России, я думаю, должны побудить его переступить через эту кажущуюся трудность. Полагаю, что такое сочетание обеспечит преемственность курса, который осуществлялся В. В. Путиным в течение последних восьми лет».
12 февраля 2008 года официальные представители Московский патриархии выразили неудовлетворение подписанием Указа Президента Российской Федерации от 06.02.2008 № 138, который упразднил, в частности, Указ Президента РФ от 14 января 2002 г. № 24 «О предоставлении священнослужителям отсрочки от призыва на военную службу». Юрист Московской патриархии Ксения (Чернега) в комментарии для официального сайта РПЦ заявила: «Русская православная церковь считает, что призыв священника в армию противоречит внутренним установлениям Церкви. А ведь согласно статье 15 закона „О свободе совести“ государство должно уважать внутренние установления. Поэтому наша принципиальная позиция: отсрочка для священников должна быть сохранена». 22 февраля пресс-секретарь Московской патриархии Владимир Вигилянский на пресс-конференции напомнил, что до революции 1917 года во всей Российской церкви было 60 тысяч священнослужителей, тогда как на момент пресс-конференции она не достигала и 30 тысяч, а в самой России — только 15 тысяч священников; заявив, что проблема катастрофической нехватки духовенства является виной не Церкви, «но богоборческого режима, который на протяжении всего прошлого века истреблял священнослужителей», он отметил: «В этой ситуации позиция государства как правопреемника власти, уничтожавшей и расстреливавшей священников, кажется не очень нравственной».
29 февраля 2008 года президент России Путин подписал федеральный закон «О внесении изменений в отдельные законодательные акты РФ в части лицензирования и аккредитации учреждений профессионального религиозного образования (духовных образовательных учреждений)», устанавливающий возможность получения образовательными учреждениями профессионального религиозного образования свидетельства о государственной аккредитации.
3 марта 2008 года, за четыре дня до подведения официальных итогов голосования, Алексий II направил поздравление первому заместителю председателя Правительства Российской Федерации Дмитрию Медведеву «в связи с победой на президентских выборах», отметив, что последнему «предстоит кропотливая работа по созданию нового облика России третьего тысячелетия, и это потребует [от него] терпения, любви, веры и одновременно мужества». Рано утром 27 апреля в храме Христа Спасителя в Москве, по завершении пасхальной утрени, обратился к присутствовавшим за богослужением Владимиру Путину и Дмитрию Медведеву, сказав, в частности: «Мы благодарны Вам, глубокоуважаемый Владимир Владимирович, за восемь лет президентства, в течение которых Вы очень много сделали для нашей страны. <…> Вам обоим предстоит нелёгкий подвиг служения своему Отечеству и своему народу».
7 мая 2008 года в Благовещенском соборе Кремля совершил молебен по случаю вступления в должность президента России Дмитрия Медведева; зачитал последнему приветственный адрес, в котором отметил, что новый президент России принимает на себя «нелёгкое бремя ответственности за настоящее и будущее нашего государства в непростое время его социально-экономических преобразований». 8 мая поздравил Владимира Путина в связи с вступлением его в должность председателя Правительства РФ.
По мнению НГ Религии, заявление протоиерея Всеволода Чаплина 26 августа в связи с войной в Грузии («Политические решения не определяют вопросы о церковных юрисдикциях и сферах пастырской ответственности») поставило РПЦ «после официального признания двух закавказских республик президентом Дмитрием Медведевым <…> в известную оппозицию к политическому курсу руководства страны». 6 ноября патриарх Алексий II на встрече с делегацией Грузинской патриархии в Москве сказал: «Мы рады всегда принимать посланников братской святой Грузинской православной церкви, с которой у нас так много общего: единая святая православная вера, единая история, вековые культурные связи. Верим, что никакие политические катаклизмы не могут поколебать наше братское единство, и тому убедительным свидетельством служит наша сегодняшняя встреча».
В своём последнем интервью, данном 1 ноября 2008 года и опубликованном посмертно, так оценил свою историческую роль: «Мне пришлось установить совершенно новые отношения между государством и Церковью, каких не было в истории России, потому что Церковь была не отделена от государства, император был главой Церкви, и все решения, которые принимались по церковным вопросам, исходили из его кабинета. А сейчас устанавливались совершенно новые отношения, когда Церковь сама принимает решения и сама отвечает за свои действия перед своей совестью, историей, народом».
На следующий после его кончины день, 6 декабря 2008 года, газета «Коммерсантъ» писала о нём: «Патриарх Алексий II стал <…> первым представителем церкви, которому удалось настолько сблизить интересы религиозной и государственной власти, что отделить одну от другой стало впредь невозможно».

## Память о патриархе Алексии II

Памятная доска в Новочеркасске

Бюст Алексия Второго перед Спасо-Преображенским собором
(в лесах) на Валааме, 2012

Бюст Алексия II в Йыхви

- В честь посещения и совершения литургии в Вознесенском соборе Новочеркасска в сентябре 1999 года — внутри собора Алексию II установлена памятная доска.
- 7 декабря 2008 года член синодальной комиссии РПЦ по канонизации протоиерей Георгий Митрофанов заявил: «Синодальная комиссия по канонизации придерживается той точки зрения, что рассматривать материал о возможности канонизации того или иного христианина можно как правило не раньше, чем через 50 лет после его кончины»[128]. Он также отметил, что, среди прочего, для канонизации необходимо тщательно изучить характер жизни и деятельности кандидата[128].
- Решением Священного Синода от 10 декабря 2008 года Синодальной библиотеке Русской Православной Церкви присвоено имя святейшего патриарха Алексия II[129]. Торжественное открытие входной доски с новым наименованием Синодальной библиотеки было совершено Патриархом Кириллом 26 февраля 2009 года[130]
- Горуправа Таллина решила поддержать предложение мэра города Эдгара Сависаара назвать в честь патриарха Алексия Второго площадь перед строящимся православным храмом иконы Божией Матери «Скоропослушница»[131], которая была открыта 30 сентября 2009 года городским головой эстонской столицы и митрополитом Таллинский (Московский Патриархат) Корнилием (Якобсом)[132]. 8 сентября 2012 года на площади открыт памятник Алексию II[133][134]
- В январе 2009 года в городе Муроме (Владимирская область) был установлен памятный знак, в виде мемориальной доски на большом фрагменте капр-диоптаза[135].
- 27 марта 2009 года мемориальная доска с именем патриарха Алексия II была открыта на фасаде церкви святой великомученицы Татианы при МГУ имени Ломоносова на Большой Никитской улице в Москве[136].
- В январе 2009 года парламент Карелии намеревался приступить к разработке законопроекта о переименовании в честь покойного одного из островов Валаамского архипелага[137]; в феврале предложение было отклонено Комитетом по государственному устройству парламента со ссылкой на федеральное законодательство[138].
- 26 декабря 2009 года в селе Фроловское Нижегородской области в память о святейшем патриархе Московском и всея Руси Алексии II был освящён поклонный крест[139].
- 4 августа 2010 года в Йошкар-Оле был открыт памятник Алексию II.
- 9 июня 2012 года в Назрани (Республика Ингушетия) открыта мемориальная доска Алексию II за вклад в восстановление ингушской государственности.
- 7 апреля 2013 года в Витебске (Белоруссия) состоялось торжественное открытие памятника Патриарху Алексию II.
- 1 сентября 2013 года в Новгороде состоялось торжественное открытие памятника Патриарху Алексию II.
- 20 октября 2013 года в Сортавале состоялось торжественное открытие памятника Патриарху Алексию II.
- 22 ноября 2013 года в городе Новочебоксарске состоялась торжественная церемония открытия памятника приснопамятному святейшему патриарху Московскому и всея Руси Алексию II.
- Согласно постановлению Правительства Москвы от 13 октября 2014 года № 600-ПП «О присвоении наименования улице города Москвы» пешеходной аллее, расположенной в районе Орехово-Борисово Северное Южного административного округа города Москвы и ведущей от Каширского шоссе к главному входу храма Живоначальной Троицы, присвоено наименование — аллея Патриарха Алексия II.
- В Государственном историческом музее находится портрет Патриарха Алексия II, созданный с натуры в 2001 году скульптором И. А. Бургановым.

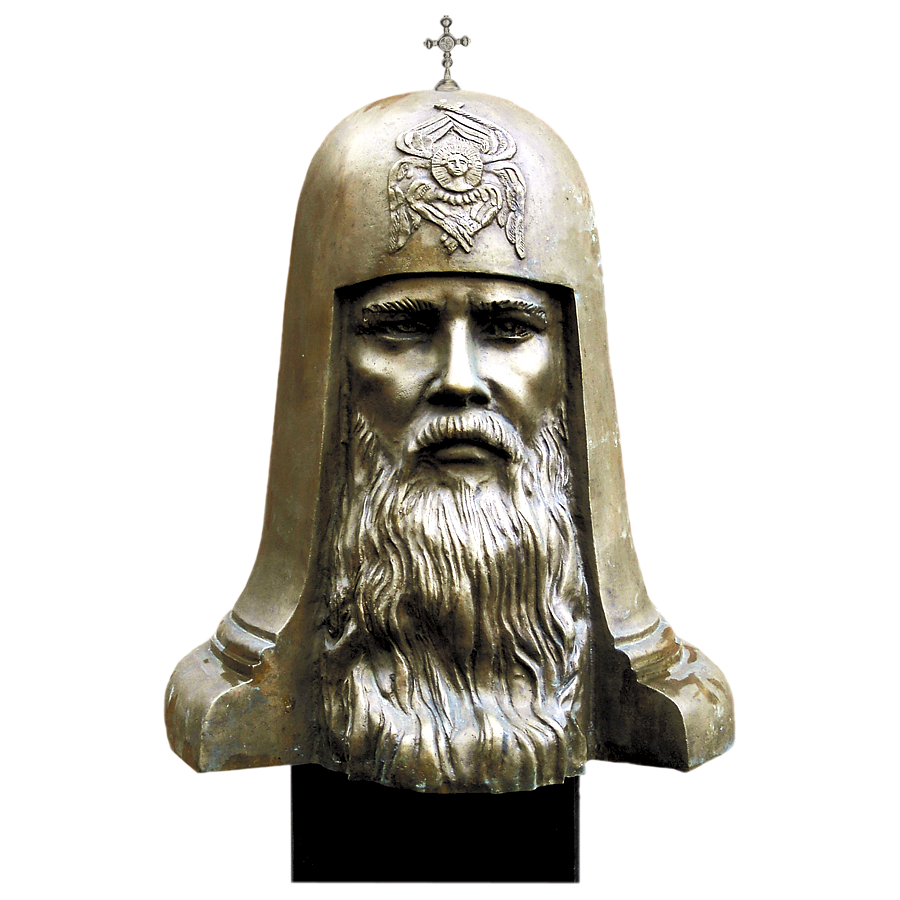
Портрет Патриарха Алексия II ск. Бурганов И.А.

- 14 сентября 2020 года на территории Йыхвиского православного храма был открыт бюст Патриарху Московскому и всея Руси Алексию II, работу выполнил скульптор Эльданиз Гурбанов[140][141][142].

## Разное
Помимо русского, свободно владел эстонским языком. Протоиерей Евгений Пелешев, встретившийся с Патриархом Алексием II в 2002 году, говорил, что «Я с Патриархом заговорил по-эстонски, и он отвечал довольно хорошо». Хорошо знал немецкий язык и немного английский.
В молодости получил спортивный разряд по гребле в эстонском спортивном обществе «Калев».
По сведениям сайта Санкт-Петербургской митрополии будущий патриарх находился на борту самолёта Ту-124, в 1963 году благополучно севшем на воду в реке Неве после аварийной ситуации на борту. При этой аварийной посадке никто не пострадал. Посадка на воду была совершена между мостом Александра Невского и железнодорожным мостом, напротив Александро-Невской лавры (на левом берегу) и улицы Таллинской (на правом берегу Невы).
Действительный член (академик) Российской академии образования.
В бытность патриархом проживал в загородной патриаршей резиденции в Ново-Переделкине (7-я улица Лазенки; бывшая усадьба Колычёвых в селе Спасское-Лукино) ЗАО Москвы. Хозяйственным обеспечением Патриаршей резиденции в Переделкине занимались монахини Пюхтицкого подворья в Москве во главе с игуменией Филаретой (Смирновой). По сообщению сайта Православие.Ru, с 11 января 2000 года, по распоряжению и. о. президента России В. Путина находился под охраной Федеральной службы охраны (ФСО). Мобильным телефоном пользовался только за границей.
По воспоминаниям епископа Илариона (Алфеева): «Самыми запоминающимися были не те торжественные службы с его участием, на которые съезжается почти весь епископат Русской Церкви, а те, в которых, кроме Святейшего, участвовало два или три архиерея. Тогда можно было увидеть его вблизи, постоять рядом с ним, проникнуться духом его молитвенного подвига. Святейший служил величественно, неспешно, все „тайные“ молитвы читал вслух. Во время богослужения он полностью погружался в молитву, весь отдавался предстоянию престолу Божию».

## Труды
- Православие в Эстонии — [М.] : Церковно-научный центр «Православная энциклопедия», 1999. — 703 с. : ил., портр. — ISBN 5-89572-004-8